# 공동경비구역 JSA
《공동경비구역 JSA》(共同警備區域 JSA)는 박상연의 소설 《DMZ》을 각색하여 2000년에 만들어진 대한민국 영화로, 박찬욱이 감독을 맡았다.
이 영화는 중립국 감독위원회 소피 장 소령에게 상관이 "판문점은 겨울 들판과 같다. 불이 붙으면 쉽게 불이 뻗어나간다."라고 말하는 대사에서 알 수 있듯이 남북한 사이에 존재하는 냉전적 긴장의 감정적 부분을 그려냈다는 점에서 높은 평가를 받고 있다. 이 영화는 보수주의와 진보주의 중 한쪽으로 편향되지 않았으며, 주인공들의 심리를 격정적으로 보여준 장점을 갖고 있다. 하지만 대한민국 국군과 조선인민군이 형과 동생이라고 부르면서 어울리는 이야기는 대한민국과 조선민주주의인민공화국이 휴전 중으로 대치하는 현실에 맞지 않는다는 비평도 있었다.
2000년 가을 동안 공동경비구역 JSA는 백만 관객을 동원하였다. 2001년 공동경비구역 JSA는 대한민국 영화사상 가장 높은 관중 동원력을 기록하였다. 이 성공은 박찬욱의 창작 활동 자금을 제공하였다.

## 줄거리
비무장 지대 공동경비구역 내 북한 경계초소에서 북한 군인 두 명이 사망하는 사건이 발생했다. 이는 '돌아오지 않는 다리' 바로 건너편에 위치한 초소였다. 이후 경계 근무 중이던 남한 군인 이수혁 병장(이병헌)이 부상을 입고 남한 쪽으로 도주를 시도했다. 남한군이 그를 구조하는 과정에서 총격전이 벌어졌다. 이로부터 이틀 후, 한반도의 불안정한 관계는 중립국 감독위원회를 대표하여 스위스 육군 소피 E. 장 소령(이영애)이 실시하는 특별 조사에 달려있게 되었다.
이수혁 상사가 총격 사건을 자백했음에도 불구하고, 소피는 남북한의 상반된 사건 경위를 조사하게 된다. 이수혁의 진술에 따르면, 그는 용변을 보던 중 기절했다가 납치되어 북한 경계초소에서 깨어났고, 몰래 스스로를 풀어 북한 군인 세 명을 쏘아 두 명을 사살했다고 한다. 반면 북한군 생존자 오경필 중사(송강호)는 소피에게 이수혁이 경계초소에 무단 침입하여 모두를 쏘았고, 부상당한 경필이 응사하자 퇴각했다고 진술한다.
부검 보고서에 따르면 북한군 정우진 전사(신하균)가 8발의 총상을 입은 것으로 나타나, 원한 관계가 있었음을 시사했다. 또한 한 발의 총알이 행방불명이었다. 조사가 진행되는 동안 목격자인 남성식 일병(김태우)이 심문실 창문에서 뛰어내리는 자살 시도를 했고, 대면 조사 중 경필과 수혁 사이에 이상한 감정적 반응이 나타나면서 소피는 의혹을 확신하게 된다. 생존한 군인들과 우진이 서로 우정 관계에 있었으며 서로를 보호하려 했다는 것이다.
회상 장면을 통해 수혁이 이전에 다른 군인들과 순찰을 돌다가 북한 쪽으로 길을 잃어 지뢰를 밟을 뻔한 일이 있었음이 드러난다. 그는 경필과 우진에 의해 발견되어 지뢰 해제를 도움 받았고, 이후 수혁은 '돌아오지 않는 다리'에서 쪽지를 던져 몇 주 동안 연락을 주고받게 된다. 그들은 결국 수혁을 북측으로 초대하게 되고, 세 사람은 친구가 된다. 곧 성식까지 합류하여 네 사람이 되었고, 그들은 각자의 조국에 충성을 다하면서도 정치를 배제한 채 우정을 유지하기로 합의한다.
남북 간 긴장이 고조되는 가운데, 수혁과 성식은 어느 날 밤 북한 경비초소로 돌아가 작별 인사를 하고 우진의 생일을 축하하려 했다. 그러나 북한 지휘관에게 발각되어 서로 총을 겨누는 상황이 벌어졌다. 우진이 당황하여 친구들을 배신했음에도 불구하고, 경필은 우진과 수혁, 그리고 지휘관을 설득하여 무기를 내리게 했다. 그러나 지휘관이 무전기에 손을 뻗자 성식이 공포에 질려 그를 쏘았고, 우진이 다시 총을 꺼내자 성식은 우진마저 쏘았다. 혼란 상태에서 성식은 우진의 시신에 여러 발을 더 쏘았다. 이전 친구 시절, 경필은 수혁에게 자신처럼 사람을 죽여본 적이 있느냐고 물었던 적이 있는데, 이는 수혁이 그런 경험을 모른다는 것을 암시했다. 경필은 멍한 상태의 성식의 뺨을 때려 정신을 차리게 하고 그에게서 총을 빼앗아 아직 살아있던 지휘관을 사살했다. 그리고 수혁과 성식에게 납치당했다는 거짓 알리바이를 만들어 도망가게 한 뒤, 그와 우진이 남한 군인들과 교류했다는 증거를 없앴다. 알리바이를 완성하기 위해 수혁이 경필의 어깨를 쏜 후, 수혁과 성식은 국경을 넘어 도주했다. 성식은 발견되지 않고 넘어갔지만, 총격전에서 다리를 다친 수혁은 달릴 수 없어 유일하게 목격되어 남한 군인들에게 발견되었다.
현재로 돌아와, 소피는 결국 조사에서 배제된다. 그의 아버지가 한국전쟁 당시 포로였으며 북한과 연관이 있었다는 사실이 밝혀져 기술적으로 중립적이지 않다고 판단되었기 때문이다. 한국을 떠나기 전, 그는 비공식적으로 진실을 알아내고자 먼저 경필을, 그 다음 수혁을 만난다. 경필에게 수혁에게 전할 말이 있는지 물었던 소피는 수혁에게 그가 처음 경필에게 주었던 라이터를 전달한다. 작별 인사를 하고 행운을 빌어주기 전, 그는 경필이 혼란 속에서 성식이 쏘기 전에 수혁의 총이 먼저 우진을 맞혔다고 말했음을 밝힌다. 나가는 길에 수혁은 장교의 권총을 훔쳐 우진의 죽음과 성식의 자살 시도에 대한 죄책감으로 자살한다. 영화는 사건 발생 전 네 군인 모두가 우연히 찍힌 미국인 관광객의 공동경비구역 사진으로 마무리된다.

## 출연진
- 이병헌 - 이수혁 병장 역. 유엔사령부 경비대대 소속의 전역이 얼마 남지 않은 병장 남자다운 성격이지만 갑작스러운 상황에서는 유약한 모습을 보이기도 한다.
- 송강호 - 오경필 중사 역. 조선인민군 소속의 군인. 여러 나라를 다니며 10년이 넘게 군사교관 생활을 해왔기 때문에 노련미가 있다.
- 이영애 - 소피 장 소령 역. 육군 소속으로 중립국 감독위원회 법무관 자격으로 판문점에 찾아와 총기 사건의 진상을 수사해나가기 시작한다.
- 김태우 - 남성식 일병 역. 유엔사령부 경비대대 소속으로 이수혁 병장의 후임이다. 부드럽고 온화한 성격으로 이수혁 병장을 따라 북한군 초소로 가게 된다.
- 신하균 - 정우진 전사 역. 조선인민군 소속의 군인. 오경필 중사와 함께 근무하는 전사. 그림을 그리는 솜씨가 뛰어나며 강아지를 키우고 있다.
- 김명수 - 최만수 상위 역
- 기주봉 - 표 장군 역